# Getúlio
Getúlio (în portugheză Getúlio) este un film dramatic brazilian din 2014 regizat de João Jardim⁠(d), inspirat din ultimele momente ale crizei care a dus la moartea președintelui Getúlio Vargas, în cursul celor 19 zile de dinainte de 24 august 1954.
Rolul președintelui este interpretat de Tony Ramos.

## Rezumat
Acțiunea filmului începe în august 1954, după tentativa de omor asupra lui Carlos Lacerda, proprietarul unui ziar de opoziție. În perioada următoare, președintele Getúlio se confruntă cu instabilitatea tot mai mare a guvernului său, pe lângă acuzațiile de ordonare a uciderii inamicului său politic.

## Distribuție
- Tony Ramos — Getúlio Vargas
- Drica Moraes — Alzira Vargas
- Alexandre Borges — Carlos Lacerda
- Leonardo Medeiros — generalul Caiado
- Fernando Luís — Benjamim Vargas
- Daniel Dantas — membrul opoziției politice
- Murilo Elbas — majordomul João Zaratimi
- Sílvio Matos — generalul Carneiro de Menezes
- José Raposo — Nero Moura
- Adriano Garib — generalul Genóbio da Costa
- Thiago Justino — Gregório Fortunato
- Luciano Chirolli — General Tavares
- Marcelo Médici — Lutero Vargas
- Clarisse Abujamra — Darcy Vargas